# 석류 소스
석류 소스(石榴sauce) 또는 석류 시럽(石榴syrup)은 석류 즙을 졸여 만든 서아시아의 소스이다. 이란 마잔다란, 사베, 아르산잔 및 터키 하타이 지역의 석류 소스가 유명하다.

## 이름
- 나르 엑시시(튀르키예어: nar ekşisi)
- 나르섀라브(아제르바이잔어: narşərab)
- 딥스 아르룸만(아랍어: دبس الرمان)
- 로베 아나르(페르시아어: رب انار)

## 만들기
석류 알을 으깨어 즙을 짠 뒤, 그것을 졸여 만든다.

## 같이 보기
- 대추야자 꿀
- 발사믹 식초
- 잘랍
- 페크메즈
- 포도 시럽